# Anny (roman)
Anny est un roman de Marc Bernard paru le 24 août 1934 aux éditions Gallimard et ayant reçu le Prix Interallié la même année.

## Éditions
- Anny, éditions Gallimard, 1934,  (ISBN 2070206572).